# Estación La Bajada
La Bajada era una estación de ferrocarril ubicada en el Departamento Rosario, provincia de Santa Fe, Argentina.

## Historia
Fue construida por la Compañía General de Ferrocarriles en la Provincia de Buenos Aires en 1908, como parte de la vía que llegó a Rosario en ese mismo año.

## Estación
Esta estación contaba con accesos de conexión con los ferrocarriles Provincial Santa Fe y el Rosario a Puerto Belgrano. Sobre el sector de esta estación se construyó, hacia el este, un enlace hacia el puerto y los mataderos, y hacia el oeste, otro enlace que conectaba, primero con el Ferrocarril Central Córdoba y luego con el Ferrocarril Provincial de Santa Fe mediante el Empalme Rosario.
También contaba con playas de maniobras, un edificio llamado "la redonda" para guardar locomotoras y otras edificaciones que luego de 1947 fueron desapareciendo por completo y de las que no quedan rastros. A partir de 1950 la zona queda casi totalmente desafectada a la actividad ferroviaria con excepción de la traza que bordea el Puerto y el sector del Ferrocarril Central Córdoba. La estación fue finalmente demolida en 1960.

## Ubicación
A la altura de la calle Ayacucho, entre calles Lamadrid y Dr. Luis Riva se construyó la estación. Su posición exacta era sobre calle Ayacucho frente a la calle Uriburu, que se cortaba, precisamente, al enfrentar la estación. Era una típica construcción de estilo francés, de dos plantas, con sólidas y gruesas paredes. Tanto que en su demolición fue necesaria la participación de efectivos del entonces Regimiento 11 de Infantería, vecino al lugar, quienes dinamitaron las partes estructurales más resistentes. Los andenes, como habitual para esa época, profusamente arbolados, se extendían por unos 100 metros hacia ambos lados. Por mucho tiempo, en el extremo sur, con un playón para trasbordo sobre la misma calle Ayacucho, funcionó la parada para el abastecimiento de los lecheros, que, a la vieja usanza, cargaban sus cántaros para los repartos domiciliarios y abastecimiento de centros asistenciales y escuelas.